# Sông Bureya
Bureya (tiếng Nga: Бурея) là một sông dài 623 km chảy hướng nam và là chi lưu của sông Amur. Tên soogn bắt nguồn từ tiếng Evenk birija, nghĩa là "sông". Sông được tạo thành từ điểm hợp dòng của Pravaya (hữu) Bureya và Levaya (tả) Bureya.
Lưu vực sông được giới hạn: phía tây là dãy Turana Range và sông Zeya, phía nam là sông Amur, phía đông là dãy Bureinskiy, sông Urmi và sông Amgun, phía bắc là dãy Ezop và một số sông chảy theo hướng đông bắc vào biển Okhotsk.
Không có thành phố nào nằm ven sông, điểm định cư lớn nhất là Novy Urgal tại Đường sắt Baikal Amur và, Novobureysky và Bureya, cả hai nằm trên Đường sắt Xuyên Siberi. Sông Tyrma là nhánh tả chảy qua đường sắt ở phía nam Novy Urgal tại thị trấn Tyrma. Mỏ than Chegdomyn ở phía bắc Novy Urgal. Nhà máy thủy điện Bureya nằm ở trung du dòng sông và góp phần điều hòa lượng nước trong mùa mưa. Cũng có kế hoạch xây một thủy điện tại hạ du Bureya. Quốc lộ M58 chạy ngang qua sông song song không có cầu mà chỉ có phà.